# Гайовники (Підляське воєводство)
Гайовники (пол. Gajowniki) — село в Польщі, у гміні Хорощ Білостоцького повіту Підляського воєводства. Населення — 115 осіб (2011).
У 1975-1998 роках село належало до Білостоцького воєводства.

## Демографія
Демографічна структура станом на 31 березня 2011 року:
|          | Загалом | Допрацездатний вік | Працездатний вік | Постпрацездатний вік |
| -------- | ------- | ------------------ | ---------------- | -------------------- |
| Чоловіки | 59      | 13                 | 41               | 5                    |
| Жінки    | 56      | 11                 | 33               | 12                   |
| Разом    | 115     | 24                 | 74               | 17                   |